# Sarah Goldberg (résistante)
Pour les articles homonymes, voir Sarah Goldberg et Goldberg.
Sarah Goldberg, née à Warta (Pologne) le 1er janvier 1921 et décédée à Bruxelles le 10 juin 2003, est une membre du réseau soviétique d’espionnage Orchestre rouge (Rote Kapelle), résistante armée, déportée, qui figura également parmi les membres fondateurs d’Amnesty International (Belgique).

## Biographie

### Origines familiales
Sarah Goldberg est issue d’une famille pauvre et pieuse ; son père, Berek Goldberg, est un Cohen, considéré comme un sage dans la communauté juive : il célèbre les mariages et donne son avis pour régler les différends communautaires. Sa mère, Eve (Jentka) Eisenstein, qui a donné naissance à neuf enfants dont quatre meurent en bas âge, meurt du typhus lorsque Sarah est âgée de neuf mois. Peu de temps après la mort d’Eve, le père émigre à Lodz où il s’installe dans le quartier juif ; il épouse le 6 décembre 1928 Gevetka Frenkiel. À la suite de pogroms, Berek Goldberg émigre en Belgique en août 1929. Il est colporteur en articles de bonneterie et mercerie.
En 1939, la population juive comptait environ 30 000 âmes à Bruxelles, et 50 000 à Anvers ; l’historien Nathan Weinstock écrit : « Parmi les militants ouvriers juifs, l’influence communiste prédominait. Ils étaient bien implantés, tant à Bruxelles qu’à Anvers, animaient un club sportif (Yask, « Yiddishe Arbeter Sport Club ») et publiaient une série de journaux ». En 1936, à l’âge de quinze ans, sous l’influence de sa sœur Esther et de son beau-frère Marcus Lustbader, elle entre au club sportif « Unité » animé par des militants communistes ; elle acquiert une formation politique et participe aux campagnes de solidarité en faveur des Brigades internationales en Espagne créées pour défendre l’Espagne républicaine contre le putsch de Franco.
Berek Goldberg et Gevetka Frenkiel seront déportés le 26 septembre 1942 par le Convoi n° 11 du 26 septembre 1942 et tués dans les chambres à gaz d’Auschwitz deux jours plus tard.

### Pendant la Seconde Guerre mondiale
Après la débâcle et l’exode de 1940, elle se réfugie à Saint-Ferréol, près de Revel dans la Haute-Garonne dans la région de Toulouse où elle est engagée par le commissaire de police comme employée de bureau au commissariat local. Elle recopie des listes de personnes recherchées, le plus souvent des personnes qui ont participé à la guerre d'Espagne aux côtés des forces républicaines et qui se sont évadées des camps de Gurs ou de Saint-Cyprien. Lorsqu’elle rentre en Belgique, elle reprend contact avec des amis engagés dans les Jeunes Gardes socialistes unifiés et participe à la distribution de tracts et de journaux clandestins.

#### Recrutement par l'Orchestre rouge
En juin 1941, elle est contactée par Hermann Izbutski, un ancien de la Compagnie juive Botwin dans les Brigades internationales en Espagne, pour travailler clandestinement sous le nom de « Lilly » pour le réseau soviétique de renseignements militaires « L’Orchestre Rouge » dirigé par Leopold Trepper : le nom de Sarah Goldberg figure sur l’organigramme du réseau datant de la fin 1941 ainsi que sur la liste des vingt-huit survivants du réseau publié dans ses mémoires. Hermann Izbutski (« Bob »), né à Anvers en 1914, Polonais d’origine, est juif et communiste ; dans ses mémoires, Leopold Trepper le surnomme le « commis-voyageur de l’Orchestre Rouge ». Il apprend à Sarah Goldberg le fonctionnement d’un émetteur radio ; il dépend directement d’un des proches lieutenants de Leopold Trepper, Victor Sukolow qui dirige la Simexco, une firme sise rue des Atrébates à Etterbeek et qui sert de couverture pour « L’Orchestre Rouge » : après son travail, cet officier de renseignement lui apprend le morse et à transmettre par radio des messages codés et chiffrés ; après l’arrestation de Hermann Izbutski en août 1942, Sarah Goldberg perd le contact avec le réseau. Izbutski sera exécuté à la prison de Charlottenburg à Berlin le 6 juillet 1944.
Durant les quelques mois de travail pour L’Orchestre Rouge, Sarah Goldberg continue à être secrétaire pour le magasin de chapeaux bruxellois Modiste de la Reine, et cet emploi lui sert de couverture. Le beau-frère de Sarah Goldberg, Marcus Lustbader, qui ne fait pas partie du réseau, est arrêté et envoyé à Breendonk, où il est torturé par la Gestapo ; il est déporté à Auschwitz puis à Buchenwald et sera rapatrié en 1945. Quelques mois plus tard, Sarah Goldberg, reprend contact avec ses amis du groupe L’Unité ; Leibke Rabinowiz (« Rosa ») la met en rapport avec Jacob Gutfrajnd, (« Albin »), commandant de la 1re compagnie juive du Corps mobile des Partisans Armés - dépendant directement du Front de l'Indépendance (F.I.) - pour Bruxelles. Elle reçoit notamment comme mission de participer à des filatures afin d’essayer d’abattre des traîtres ou des collaborateurs, des officiers allemands ou un délateur d’origine juive, Icek Glogowski, connu sous le nom de « Jacques » et qui travaille pour la Gestapo. Elle participe à l’action armée pour délivrer Jacob Gutfrajnd qui est blessé lors d’un attentat des Partisans Armés à l’hôpital d’Etterbeek le 26 avril 1943.

#### Arrestation
À la suite d’une dénonciation, elle est arrêtée — à la veille d’une action de sabotage contre les chemins de fer — par la Gestapo le 4 juin 1943 à son domicile illégal à Forest en même temps que son fiancé Henri Wajnberg (« Jules »), né le 29 décembre 1921, et son amie Laja Bryftreger-Rabinowitch ; d’abord emmenés au siège de la Gestapo avenue Louise à Bruxelles, ils sont tous trois transférés au camp de rassemblement de la caserne Dossin de Saint Georges à Malines. Sarah Goldberg (comme Henri Wajnberg, qui est tué dans une chambre à gaz le 25 janvier 1944) est inscrite sur la liste de déportation du transport XXI sous le no 525. Ce convoi comprend au départ 1 563 personnes dont 208 enfants, dix déportés s’échappent avant la frontière, mais trois d’entre eux sont abattus : le convoi part de Malines le 31 juillet 1943 à destination d’Auschwitz Birkenau et arrive le 1er août 1943 ; Sarah Goldberg est immatriculée par un tatouage portant le no 51825. Elle travaille au « Schuh-Kommando ». Elle souffre de nombreuses maladies : typhus, dysenterie, furoncles, scorbut. Elle subira de nombreuses sélections.Le 18 janvier 1945, elle participe aux marches de la mort d’Auschwitz-Birkenau et arrive au camp de concentration de Ravensbrück le 22 janvier 1945, le 26 février 1945 à Malchow, un kommando de Ravensbrück, et ensuite à Leipzig.

### Après la guerre
Elle est libérée le 23 avril 1945 sur les bords de l’Elbe par l’Armée rouge, ensuite par les services américains. Elle est en mauvaise santé. Dénuée de tout revenu, elle séjourne du 9 octobre 1945 au 31 décembre 1945 dans un home à Blankenberge dépendant de l’organisation « Solidarité » affiliée au Front de l'Indépendance. De février à la fin du mois de septembre 1946, elle travaille à l’association sans but lucratif Aide aux Israélites victimes de la guerre.
Sarah Goldberg est une des premières membres de la section belge d’Amnesty International : elle porte le no 31.

## Reconnaissances
En 2001, le Centre communautaire laïc juif la désigne, en même temps que Maurice Pioro également déporté à Auschwitz, comme Mensch (« personnalité ») de l’année,. Durant les dernières années de sa vie, elle se consacre aux Comités de défense des sans-papiers enfermés dans les centres de détention ; elle témoigne aussi dans plusieurs établissements scolaires sur la déportation dans les camps nazis.
Le 7 juin 2013, une allée Sarah et Jacques Goldberg a été inaugurée dans la commune bruxelloise de Woluwé-Saint-Lambert. Une crèche de cette commune  porte également le nom de Sarah Goldberg.

## Sources
- Archives familiales.
- Archives générales du Royaume (dossier de la Sûreté publique)
- Musée Juif de la Déportation à Malines
- Centre d'études et de documentation guerre et sociétés contemporaines, Bruxelles
- Ministère de la Santé publique (Dossiers des victimes de guerre).
- Centre des Archives communistes de Belgique (CARCOB), à Bruxelles
- Musée national de la Résistance (Archives Front de l’Indépendance et Partisans Armés)
- Fondation Auschwitz (Dossier personnel).
- José Gotovitch, Archives des Partisans armés, Bruxelles, Centre de Recherches et d’Études historiques de la 2e guerre mondiale, 1974.
- Gert Sudholt, Das Geheimnis der Roten Kapelle. Das US-Dokument 0/7708: Verrat und Verräter gegen Deutschland, Leoni am Starnberger See, Druffel Verlag, 1979, p. 18 & suiv.
- ... The Rote Kapelle: the CIA’s history of Soviet intelligence and espionage networks in Western Europe, 1936-1945, Washington (DC), University Publications of America, 1979, p. 115 & suiv.
- Mémorial de la déportation des Juifs de Belgique, présenté par Serge Klarsfeld et Maxime Steinberg, Bruxelles et New York, Union des déportés juifs en Belgique et Filles et Fils de la Déportation, 1982 (sub nomen).
- Rudi Van Doorslaer, Enfants du Ghetto. Juifs révolutionnaires en Belgique (1925-1940), Bruxelles, Labor, 1996, p. 109-194.
- Mémoire sans oubli (sous la direction de Bernard Dandois), Anderlecht, Institut Marius Renard, 1998.
- P. Gut, « Le Devoir de mémoire », dans Regards, n°438, 8 décembre 1998, p. 12-13.
- Ingrid Strobl, Die Angst kam erst danach. Jüdische Frauen im Widerstand 1939-1945, Frankfurt am M., Fischer, 1998, p. 137-171.
- Maxime Steinberg, Ward Adriaens et Laurence Schram, Mecheln – Auschwitz : 1942-1944, Malines, Musée Juif de la Déportation et de la Résistance, en collaboration avec V.U.B. Press, mars 2009 (4 volumes).
- Daniel Blatman, Les marches de la mort. La dernière étape du génocide nazi : été 1944 – printemps 1945, Paris, Arthème Fayard, 2009.
- Jo Szyster, « Le parcours de quatre résistantes », dans Points critiques, mensuel de l’Union progressiste des Juifs de Belgique, n° 302, janvier 2010, p. 27.
- Gérard Huber, Mala. Une femme juive héroïque dans le camp d'Auschwitz-Birkenau, Éditions du Rocher, 2006, p. 167-169.
- Crime contre l'humanité. Résistance et déportation - Programme antisémite et holocauste. Archives de l'Institut National de l'Audiovisuel. 2 CD. Sous la direction de Jean-Marc Turine et Patrick Frémaux. Disque 2: témoignages 1 et 6.